# 格但斯克札比安卡-AWFiS車站
格但斯克札比安卡-AWFiS車站（波蘭語：Gdańsk Żabianka-AWFiS）是波蘭格但斯克的一座鐵路車站，於1975年啟用，由三聯市快速城市軌道運營。站名得自於1970年代建立的城市街區札比安卡。
2010年2月1日，站名中添加了AWFiS字樣，AWFiS為車站附近一間體育學院"Akademia Wychowania Fizycznego i Sportu im. Jędrzeja Śniadeckiego w Gdańsku"的簡稱。
2012年中旬，車站的翻新和現代化工作開始，工程於2013年10月結束，耗資1200萬茲羅提。